# L'Écaille
L'Écaille é uma comuna francesa na região administrativa de Grande Leste, no departamento das Ardenas. Estende-se por uma área de 9,15 km². Em 2010 a comuna tinha 286 habitantes (densidade: 31,3 hab./km²).